# Резолюция Совета Безопасности ООН 1001
Резолюция Совета Безопасности Организации Объединённых Наций 1001 (код — S/RES/1001), принятая 30 июня 1995 года, подтвердив резолюции 813 (1993), 856 (1993), 866 (1993), 911 (1994), 950 (1994), 972 (1995) и 985 (1995) по Либерии, Совет обсудил выполнение мирных соглашений в стране и продлил мандат Миссии ООН по наблюдению в Либерии (МООНЛ) до 15 сентября 1995 года.
Совет отметил, что для продвижения мирного процесса потребуются дополнительные усилия, в том числе со стороны Экономического сообщества западноафриканских государств. В стране до сих пор не создан Государственный совет и не действует режим прекращения огня. Была выражена обеспокоенность по поводу межфракционных и внутрифракционных столкновений в некоторых районах Либерии, которые оказывают пагубное воздействие на гражданское население и усилия гуманитарных организаций по оказанию помощи. Сторонам было настоятельно рекомендовано соблюдать международное гуманитарное право и права человека. Продолжались нарушения эмбарго на поставки оружия, введенного Резолюцией 788 (1992).
Совет Безопасности ООН подчеркнул, что дальнейшая поддержка мирного процесса со стороны международного сообщества будет зависеть от действий либерийских сторон по мирному урегулированию конфликта. Продлив мандат МООНЛ до 15 сентября 1995 года, Совет ожидал, что стороны используют это время для достижения существенного прогресса в выполнении различных соглашений, и в частности для того, чтобы:
(a) создать Государственный совет;
(b) восстановить режим прекращения огня;
(c) развести все силы;
(d) составить график выполнения некоторых аспектов мирных соглашений.
Если эти шаги не будут реализованы к 15 сентября, мандат МООНЛ не будет продлен, однако если они будут реализованы, то он будет расширен. Стороны в Либерии были призваны уважать статус персонала МООНЛ и миротворческих сил Группы контроля Экономического сообщества западноафриканских государств (ЭКОМОГ) и обеспечить доступ гуманитарной помощи населению. Международное сообщество призвало к более активным усилиям, включая взносы в фонд для оказания помощи, политические усилия Организации африканского единства и сотрудничество между МООНЛ и ЭКОМОГ.
Наконец, Генерального секретаря ООН Бутроса Бутроса-Гали попросили доложить Совету к 15 сентября 1995 года о ситуации в стране.